# Truposz
Truposz (oryg. Dead Man) – film z gatunku western z 1995 roku, wyreżyserowany przez Jima Jarmuscha. Produkcję zrealizowano na czarno-białej taśmie, według scenariusza Jarmuscha.

## Obsada
- Johnny Depp – William „Bill” Blake
- John Hurt – John Scholfield
- John North – pan Olafsen
- Robert Mitchum – John Dickinson
- Gabriel Byrne – Charles Ludlow „Charlie” Dickinson
- Lance Henriksen – Cole Wilson
- Michael Wincott – Conway Twill
- Eugene Byrd – Johnny „The Kid” Pickett
- Gary Farmer – Nobody
- Iggy Pop – Salvatore „Sally” Jenko
- Billy Bob Thornton – Big George Drakoulious
- Jared Harris – Benmont Tench
- Alfred Molina – misjonarz handlujący w sklepiku
- Crispin Hellion Glover – palacz w pociągu

## Fabuła
Film trudny do jednoznacznego zakwalifikowania (najbliżej mu do dramatu przygodowego), oparty na scenariuszu typowym dla westernu. Jest to historia ucieczki przed mściwym pościgiem nieobytego z Dzikim Zachodem młodego księgowego o znaczącym nazwisku William Blake (Johnny Depp). Przeżywa on inicjację duchową pod wpływem spotkanego Indianina.
Film uchodzi za arcydzieło Jarmuscha i jest przez wielu uznawany za jeden z ważniejszych filmów w historii kina.